# Los Sinners
Los Sinners son un grupo mexicano de rock and roll surgido en 1960. Comienzan teniendo varios éxitos entre 1960 y 1961, con la formación original que se modifica varias veces.

## Historia
Grupo pionero del rock mexicano que desde 1960 grabó discos con éxitos. Su primer LP en la compañía Dimsa, tuvo éxitos como Donna, Pobre Muchacho, La carrera del oso y La fiesta de la muñeca. En 1961 cambian a RCA y logran participaciones esporádicas de Diego de Cossío hasta la llegada de Federico Arana (ex requintista de Los Sonámbulos) y es aquí donde el grupo toma su confirmación más conocida: Gustavo Velázquez (batería), Olaf de la Barreda (guitarra acompañamiento y futuro miembro de los Canned Heat al igual que Fito de la Parra exbaterista de Los Sparks), Horacio Reni (voz) y Federico Arana (guitarra requinto). Los primeros Sinners fueron: Saty Guzmán (†), José Silva "Archi", Fernando Vahauks, Antonio Flores "el Tibio" y Horacio Reni.
Al respecto menciona Diego de Cossío: "... Antonio 'Tony' Flores, "el Tibio" (vocalista y bajista) fundador y director musical de Los Sinners en 1959, excelente persona, músico y amigo, siempre de trato amable y conciliador. Me invitó a unirme al grupo en 1961. Estuve una temporada de aprox. 10 meses con ellos. Fuimos a una gira de dos meses a Nogales. Actuamos en el restaurante bar "Sky Room" del hotel Fray Marcos de Niza. Al regreso de la gira actuamos en eventos particulares y en hoteles de Acapulco y en programas de radio en el D.F.. Grabé con ellos para la RCA Victor el éxito ya clásico "La Novia de mi mejor amigo", La "Batalla de New Orleans" y dos o tres temas más cuyos títulos no recuerdo. El representante del grupo era el cómico Juan Kahan. A Tony lo conocí vía Horacio Grotewold (después Horacio Reni) el vocalista del grupo cuando Los Black Jeans (después llamados Los Camisas Negras) los invitamos a participar en nuestras tardeadas en casa de César Roel (después Costa). Ahí se iniciaron Los Sinners en 1959, cuyo baterista fue Fernando Vahauks, quien se perfiló como el mejor baterista de Rock que ha dado México. Desde el 62 participaron en diversos programas de TV, teatro, centros nocturnos y un 3.er LP. Durante 1965 realizaron diversas giras (y más cambios entre los músicos del grupo original) llegando a actuar como grupo de soporte de Olivia Molina y actuando en los EE. UU. con el nombre de "Los Tequilas". Dicho grupo estuvo conformado en su primera etapa por Fito de la Parra, Antonio 'Olaf' de la Barreda, Fernando Vahauks, Federico Arana, Jon Novi y Baltasar Mena. Estando ya en los Estados Unidos, sale Baltasar y en su lugar entra Salvador Martínez, 'El Tijuano'.
Sobre la segunda etapa del grupo, menciona Federico Arana: "Casi de inmediato sale Diego de Cossío -quien prefirió las cursiladas de los Hermanos Carrión al rock más o menos correcto de los Sinners, y entra el que escribe. Mas la formación no duraría demasiado por los afanes solistas del cantante y, en cuestión de meses, se concretan: Renato López (cantante), Ramón Rodríguez (bajo), Fito de la Parra (batería), Gustavo Velázquez (piano), Jon Novi (saxofón y guitarra hawaiiana) y Federico Arana (guitarra)."
En 1964 justo después de participar en (la película) Simón del Desierto, nos fuimos de dioses a Estados Unidos. Nuestro ingenuo razonamiento era "si los Beatles, los Rolling y los Kinks pudieron, nosotros 'iguanas'". Luego vendrían los sacrificios, los éxitos relativos sin casi esperanzas de llegar a más, los permisos de trabajo que nunca aparecieron, el trabajo clandestino y la deportación por cuenta de la border patrol. Al regresar a México habíamos crecido demasiado para un público azteca ávido de 'Juanitas bananas' y 'Yumis yumis'. Luego vivimos a salto de mata y, quien más quien menos, tratamos de abrirnos camino por rutas menos inclementes. No todos lo logramos y a la larga, nos transformamos en Naftalina, esforzado grupo que, ante el asombro del respetable, ha logrado llegar dando patadas de ahogado, al finisecular (finalizar) año 2000."
Sobre la película "Simón del desierto" de Luis Buñuel, dice Federico que "Buñuel llegó a nosotros preguntando. Necesitaba un tugurio adecuado para la escena final y llegó al Café Milleti y donde, por fortuna, actuabamos nosotros. Luis nos pidió que tocáramos rock tremendista. Le pregunté si quería algo cantado o instrumental y dijo que instrumental, pero muy fuerte. Quería decir muy siniestro y muy bestia. Le ofrecí 'Rebelde radioactivo' y no solo encontró adecuada la pieza, sino que me comunicó su intención de ponerle a la película el nombre de la no muy fina e inspirada melodía. Lo malo es que Gustavo Alatriste productor en turno, dijo que ni hablar, porque entonces tendrían que pagarme muchísimo más por los derechos y el horno no estaba para bollos....cómo estaría el tal horno que la película tuvo que ser suspendida abruptamente y no llegó a largometraje. Con todo, dejó en los diálogos constancia de su intención..."
Actualmente tocan en México presentándose como "Los nuevos Sinners", con Ramón Rodríguez al frente. Siguen activos con nuevos integrantes, entre ellos, Pepe Negrete (pianista fundador de Los Locos del Ritmo) y el Dr. Álvarez del Castillo ex requinto de Los Crazy Boys. En la batería, toca en ocasiones Fernando Vahauks. Federico Arana está retirado del medio, y vende memorabilia de los sesenta (tanto películas como fotografías y revistas) así como discos y sus propias publicaciones, tanto del rock and roll mexicano como Historia de la lucha libre en México (este es su libro más reciente).

## Discos
Grabaron 1 LP en Orfeón (10 melodías), 12 melodías en Peerless (1 LP y 1 sencillo) y 5 sencillos en RCA Victor, compilados en 1 LP de 1965.

## Éxitos
- La Novia de mi Mejor Amigo
- La Carrera del Oso
- Donna
- Blue Moon
- Largas Vacaciones
- Caravana
- Rebelde Radioactivo